# 使徒行传

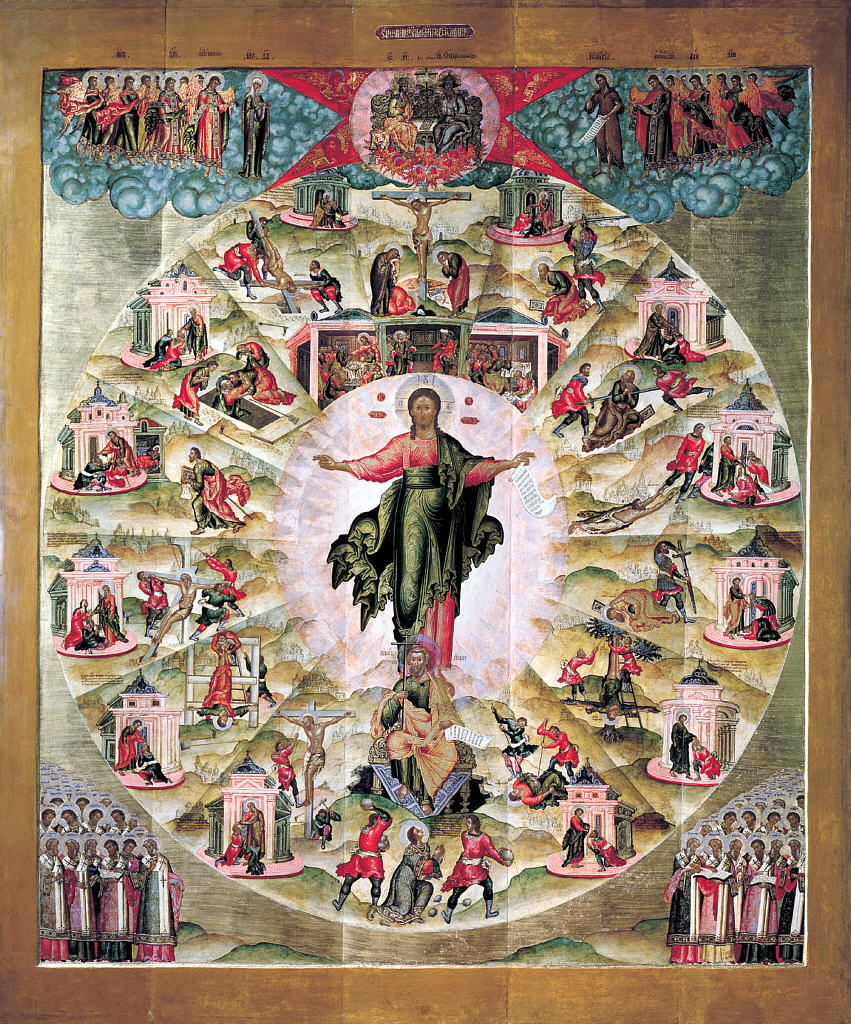

《使徒行传》（希臘語：Πράξεις των Αποστόλων）又稱《聖靈行傳》，天主教稱《宗徒大事錄》，東正教稱《使徒行實》，唐朝景教稱《傳化經》，伊斯蘭教穆斯林回教天經引支勒/回族中文聖經稱《使者行傳》，為《新约圣经》的第五卷，當中介绍耶稣基督复活、向门徒显现、升天後，祂的使徒（天主教作「宗徒」）传道、殉道的事迹，包括保罗的同工路加写的关于保罗的事迹。现代学者多数认为使徒行传与另一新約書卷《路加福音》的作者为同一人，但并非路加。

## 作者和地位
现代学者多数认为，《使徒行傳》与第三本福音書《路加福音》作者为同一人，但并非路加。首先，兩本書都是寫給同一個人，名叫提阿非羅。其次，《使徒行傳》文中，作者曾回顧了他寫給提阿非羅的第一本書。再者，寫作風格顯示了這兩本書的是出自同一人手筆。
新約聖經中《使徒行傳》和三封《保羅書信》裏的段落，透露了《使徒行傳》作者身份。在《使徒行傳》多次提及「我們」的章節中，顯示了作者就是路加。在這些章節中，作者以「第一人稱」表明他與使徒保羅一起共事（「我們隨即想要往馬其頓去」、「我們離別了眾人，就開船⋯⋯」、「我們坐船往意大利去」等）。《保羅書信》中的三段經文說路加在不同的時期與保羅在一起。
學者相信，在與保羅同行的眾多人中，只有路加可能寫下這些「第一人稱」的部分。他們指出，既然路加寫了《路加福音》，而《使徒行傳》和《路加福音》又出自同一手筆，那麼路加一定也寫了《使徒行傳》。

### 寫作地點
《使徒行傳》沒有提及其寫作地點，但後世學者相信是在羅馬成書的。《使徒行傳》最後一章記載保羅在羅馬獄中等待審判，由於這是在作者路加以「第一人稱」寫作的章節中講述過的，學者相信，路加和保羅在羅馬共事這一事實，或許顯示路加還在羅馬時就寫了《使徒行傳》。

### 写作时间
學者相信《使徒行傳》寫於西元61至63年左右，亦即是《使徒行傳》最後一章所述，使徒保羅在羅馬被監禁、等待審判的時期。文中結尾部分透露了《使徒行傳》是在保羅差不多離開監獄時寫的。

### 肯定和地位
從最早的時期開始，聖經學者已將《使徒行傳》視為《聖經》的正典。書中的部分內容可在若干現存希臘文《聖經》最古的紙莎草紙抄本中找到，特别值得注意的是成於第三或第四世紀的密歇根抄本第1571號（P38）和第三世紀的切斯特·貝蒂抄本第1號（P45）。兩份抄本都顯示《使徒行傳》與其他受上帝感示的聖典一起流傳，因此這本書在早期已屬於《聖經》的正典。在《使徒行傳》裏，路加的記載異常準確，就像在福音書裏所見到的情形一般。拉姆齊爵士（William M. Ramsay）把《使徒行傳》的執筆者置於“第一流歷史家”之列。 他解釋這話的意思説：“偉大歷史家的首要特質就是真實。他的話必須可靠。”

## 寫作背景
本書所記載的事情，如猶太人對基督教的迫害，耶路撒冷的饑荒，羅馬帝國政府對教會的寬容等，主要在1世紀60年代之前發生，於本書結尾時保羅仍能自由地傳揚福音（見28章31節）。此外，全書未提到60年代中葉尼祿皇帝逼迫基督徒與保羅殉道的事，也没有提及70年耶路撒冷被毁一事。根據以上跡象，有些學者認為本書寫於60至64年之間。另一方面，本書之有上述現象，也可能是因為作者原本打算寫續集，或别有原因，所以本書的寫作日期不能絕對確定。
本書接續《路加福音》的記載，叙述耶穌復活升天後福音工作的進展。此外，本書可能起的擾亂和是非，絕不是因為信徒行為不檢，而是因猶太人和外邦人反對基督教所致（參16:19起；17:5-9；19:23-41等）；而且在有關騷擾中，於羅馬官員的公正處理下，使徒獲得保護，冤情得雪（參18:12-17等）。另一方面，路加指出拜偶像的「愚昧」，表明「唯有福音能使人認識真神」（參14:15-18，17:22-31）。

### 路加的记载
路加在《使徒行传》中除了记述保罗的传道工作，也描述見證工作的擴展，首先在猶太人當中，其後伸展到萬國萬族的人。起頭12章的記載大部分與彼得的活動有關，餘下的16章則叙述保羅的活動。路加曾與保羅有親密的交往，在多次旅程上與保羅結伴同行。
此外，路加錄下了彼得、司提反、哥尼流、帖土羅、保羅和其他人所作的談話，他們説話的風格和結構各有不同。甚至保羅的演講也隨着聽衆不同而變換風格，以期適合當時的需要。這表明路加只是將他本人所聽見或其他目擊證人告訴他的話忠實地記錄下來。

## 特色
1. 《使徒行傳》所強調的，是「聖靈的工作」。耶穌基督在《使徒行傳》第一章中的說話概括了書中「聖靈的工作」這個重點：「聖靈降臨在你們身上，你們就必得著能力⋯⋯作我的見證。」《使徒行傳》第二章講述了在五旬節這個聖靈的大日子中發生的事。書中指出，是聖靈充滿使徒，讓他們能放膽見證上帝（4章8節、13章9節等）；是聖靈透過在門徒心中建立信心來協助這個年輕教會漸漸成長（2章47節）；是聖靈揀選人來從事祂的工作（13章2節）；是聖靈不斷地引領教會（15章28節；16章6-10節）。[17]
2. 《使徒行傳》所講述的都是關於宣教工作。這本書的寫作目的之一就是要告訴讀者，基督教會如何從耶路撒冷的一小群猶太基督徒發展成一普世性的教會。[17]
3. 《使徒行傳》記載了許多演說。這些演說當中許多都是講述基督的救贖世人的好消息（即福音）並鼓勵人們相信祂的救恩。其他演說，則是捍衛基督教信仰。值得注意的是，這些演說的主題都是圍繞耶穌從死裡復活一事：如果沒有耶穌基督的復活，使徒們就沒有什麼值得談論的了。[17]
4. 《使徒行傳》詳實準確。路加的寫作具有報導準確的特色，第一次世界大戰期間英國駐地中海的海軍中校史密斯（Edwin Smith）在1947年3月的《舵》雜誌裏寫道：“在駕駛方面，古代的船隻跟現代的不同。現代的船隻是靠安裝在船尾的方向舵去操縱的，古代的船隻則用船尾兩邊的兩支巨槳去控制方向。故此，路加以衆數描述這些划槳。[19]⋯⋯我們曾經查考過有關此船航行的每一句話，由它離開佳澳的日子開始，直到在馬耳他擱淺為止，外在的獨立證據以最精確和最令人滿意的方式證實了路加的記載，我們亦發覺他談及船停留在海上的日子正好與所行路程一致。最後，他對到過的地方所作的描述也跟這些地方的實際情形一樣。這一切不但證明了，路加曾實際到過這些地方，並且顯示他的觀察和描述都極其可靠和信實。[20]

## 主題特色
《使徒行傳》的主題就是：「聖靈在使徒身上成就祂的工作」，而這個主題和大綱源自第一章裏耶穌基督的說話：
聖靈降臨在你們身上，你們就必得著能力，並要在耶路撒冷、猶太全地和撒馬利亞，直到地極，作我的見證。
 — 《使徒行傳》1:8（和合本）
但當聖神降臨於你們身上時，你們將充滿聖神的德能，要在耶路撒冷及全猶太和撒瑪黎雅，並直到地極，為我作證人。
 — 《宗徒大事錄》1:8（思高本）

## 本書大纲

### 一、耶路撒冷教會的誕生
1. 耶穌復活及升天（1章1-11節）
2. 門徒聚會選出接替猶大的人（1章12-26節）
3. 五旬節聖靈的降臨及教會的建立（2章1-47節）
4. 彼得和約翰行神蹟，受逼迫及教會的生活（3章1節–5章11節）

### 二、耶路撒冷教會受逼迫，福音傳至撒馬利亞等地
1. 猶太公會逼迫使徒（5章12-42節）
2. 教會生活的問題，司提反殉道（6章1節–7章60節）
3. 信徒遭遇逼迫，四散傳揚福音（8章1-40節）
4. 掃羅歸主與蒙召（9章1-31節）
5. 彼得周遊傳道，教導信徒（9章32節–11章18節）
6. 建立第一間外邦人教會（11章19節–12章25節）

### 三、福音從安提阿起繼續傳播至遠方
1. 保羅第一次旅行佈道程（13章1節–15章35節）
2. 保羅第二次旅行佈道程（15章36節–18章22節）
3. 保羅第三次旅行佈道程（18章23節–21章16節）
4. 保羅在耶路撒冷被捕（21章17節–23章35節）
5. 保羅在凱撒利亞受審（24章1節–26章32節）
6. 保羅從凱撒利亞被押往羅馬（27章1節–28章31節）

## 主要内容
使徒行传按照时间顺序记述了早期基督徒组织的发展和变化，有一部分篇幅记录了使徒保罗的传道经历。下面的内容摘要按照时间和章节顺序简要说明其内容。

### 33年五旬節前
（覆盖《使徒行傳》第1章第1节至第26节参）在路加的第二份記錄的起頭，復活了的耶穌告訴門徒他們會受聖靈的浸禮。他們會得着能力，為耶穌作見證“直到地極”。耶穌上升在他們眼中消失時，有兩個身穿白衣的人對他們説：“這離開你們被接升天的耶穌，你們見他怎樣往天上去，他還要怎樣來。”

### 五旬節
（覆盖《使徒行傳》第2章第1节至第42节参）本书记载，所有門徒都聚集在耶路撒冷。忽然，有一陣彷彿大風的響聲充滿整座房子。恍如火焰的舌頭落在一切在場的人身上。他們就都被聖靈充滿，開始説起不同的語言來，談論“上帝的大作為”。（2:11）旁觀者都大感困惑。於是彼得站起來説話，解釋聖靈被傾澆下來乃是應驗了先知約珥的預言。（2:28-32）他也解釋耶穌基督現已復活，並已升到上帝右邊，“把他們所看見所聽見的，澆灌下來”。聽衆都覺得扎心，當時大約有3000人歸信這道而受浸。（2:33）

### 見證工作不斷擴展
（覆盖《使徒行傳》第2章第43节参至《使徒行傳》第5章第42节参）书中记载归信的人數目天天增加。彼得和約翰在耶路撒冷聖殿外遇到一個生來殘廢、從未走過路的瘸子，彼得對他説：“我奉拿撒勒人耶穌基督的名，叫你起來行走！”那人便立時“走着、跳着，讚美上帝”。接着彼得籲請衆人從速悔改歸正，“這樣，那安舒的日子就必從主面前來到。”彼得和約翰向人傳講耶穌的復活，宗教領袖們對此大感不悦，就捉拿他們，不過信徒的數目卻增加到5000人左右。
第二天，彼得和約翰被帶到猶太長官面前受審。彼得直言不諱地指出惟獨通過耶穌基督，人才可以得救。犹太長官下令要他們停止傳道，但二人回答説：“聽從你們， 不聽從上帝，這在上帝面前合理不合理，你們自己酌量吧！我們所看見所聽見的， 不能不説。”之後他們獲釋，所有門徒都繼續放膽傳講上帝的話語。由於環境所需，他們把物資集合起來公用，按着需要分給各人。可是，有一個名叫亞拿尼亞的男子和妻子撒非喇將産業變賣了，私自留下一部分款項，但卻假裝已把全數捐出。彼得揭發他們之後，他們便立時倒斃，因為他們妄圖欺哄上帝和聖靈。
後來，憤怒的宗教領袖再次將使徒投入獄中，但這次耶和華的天使卻把他們釋放出來。第二天，他們再被帶到公會面前，被控「把他們的道理傳遍了耶路撒冷」。他們回答説：“服從上帝過於服從人，是應當的。”雖然受到鞭打和恐嚇，他們卻不為所動，繼續“天天在殿裏並在各人的家中，不斷的施教，傳講耶穌是基督”。

### 司提反殉道
（覆盖《使徒行傳》第6章第1节参至《使徒行傳》第7章第60节参）司提反是受聖靈任命負責分配膳食的七個人之一。除此之外，他也以有力的方式為真理作見證。他十分熱心，以致反對者把他帶到公會面前，控告他犯了褻瀆的罪。司提反為自己辯護。他首先追述耶和華怎樣對以色列人表現長久的忍耐。接着，他指出：「你們這硬着頸項的人，時常抗拒聖靈！你們受了天使所傳的律法，竟不遵守。」（7:51-53）衆人無法再忍受，於是衝上前去，將他推到城外，用石頭打死他。掃羅（即后来的保罗）在旁觀看，表示贊同。

### 逼迫爆發及掃羅歸信
（覆盖《使徒行傳》第8章第1节参至《使徒行傳》第9章第30节参）從此，耶路撒冷的基督徒大受逼迫，除了使徒以外，各人都分散各地。腓利逃往撒馬利亞，當地有很多人接受上帝的話語。彼得和約翰從耶路撒冷奉差到那裏，使當地的信徒也可藉着「使徒按手」而獲得聖靈。（8:18）其後，天使指引腓利向南走，往耶路撒冷下迦薩的路去，他在那裏見到埃塞俄比亚宮廷的一位宦官坐在馬車上誦讀以賽亞書。腓利不但指導他明白其中預言的含意，也給他施了浸。
與此同時，掃羅“仍然向主的門徒口吐威嚇兇殺的話”。他起程前往大馬士革，要捉拿“信奉這道”的人。突然，天上發出强光，四面照着他；他仆倒在地，眼睛頓時瞎了。天上有聲音對他説：“我就是你所逼迫的耶穌。”三日之後，一個名叫亞拿尼亞的門徒在大馬士革向他傳道。掃羅得以復明，隨即受了浸，並受聖靈所充滿。自此之後，他成為一個熱心、能幹的传福音者。這項令人驚訝的轉變使這位逼迫者變成受逼迫的對象。為了保全性命，掃羅不得不首先逃離大馬士革，後來更逃離耶路撒冷。

### 福音傳到未受割禮的外邦人
（覆盖《使徒行傳》第9章第31节参至《使徒行傳》第12章第25节参）之后一段时期基督徒會衆“都得平安，被建立；凡事敬畏主，蒙圣灵的安慰，人数就增多了”。（9:31）在約帕，彼得使深受敬愛的多加復活過來。後來，他從該地奉召前往凱撒利亞，那裏一位名叫哥尼流的意大利军官正在等候他。彼得抵達之後向哥尼流和後者的家人傳道，他們都相信了，接着上帝把聖靈傾澆在他們身上。彼得看出“上帝是不偏待人的。原來，各國中那敬畏主、行義的人都為主所悦納。”於是他給他們施浸，這些人遂成為第一批未受過割禮的外邦歸信者。後來彼得回到耶路撒冷，將這項新發展向其他人讲明白，衆人就都歸榮耀給上帝。
福音繼續迅速傳播開去之際，巴拿巴和掃羅在安提阿教導了許多人。“在安提阿，門徒首次由於天意被稱為基督徒。”迫害再次爆發。希律·阿基帕一世將約翰的兄弟雅各殺了，又將彼得關进监狱，可是天使卻再次把彼得從監獄救出來。這使希律大受打擊！由於他沒有把榮耀歸給上帝，他被蟲咬身亡。在另一方面，上帝的道日見興旺，越發廣傳。

### 保羅與巴拿巴展開第一次海外傳道旅行
（覆盖《使徒行傳》第13章第1节参至《使徒行傳》第14章第28节参）在聖靈的差遣下，巴拿巴和掃羅（也就是保羅）”由安提阿被差派。（13:9）在塞浦路斯有很多人歸信，包括方伯士求·保羅在內。在小亞細亞各地，他們周遊探訪了六個或更多的城市，他們的遭遇在每個地方都一樣：人們明顯地分為兩個陣營，有些人欣然接受，另一些人則頑梗不化，煽動群衆用石頭襲擊他们。保羅和巴拿巴在新近成立的會衆中任命長老，然後二人返回叙利亞的安提阿去。

### 平息割禮的爭論
（覆盖《使徒行傳》第15章第1节至第35节参）大量非猶太人的歸信引起了他們應否受割禮的問題。保羅和巴拿巴將爭論交給耶路撒冷的使徒和長老們處理。門徒雅各主持討論，並以正式的書函將會議一致的決定通知各地的基督徒：“聖靈和我們定意不將别的重擔放在你們身上，惟有幾件事是不可少的，就是禁戒祭偶像的物和血，並勒死的牲畜和姦淫。”（15:28-29）這封富於鼓勵的信使安提阿的弟兄大感欣慰。

### 傳道工作的擴展與保羅的第二次旅行
（覆盖《使徒行傳》第15章第36节参至《使徒行傳》第18章第22节参）過了些日子， 巴拿巴和馬可乘船前往塞浦路斯，保羅和西拉則往叙利亞和小亞細亞去。（15:36）提摩太在路司得遇見保羅，便跟他一起往愛琴海岸的特羅亞去。保羅看見異象，目睹有一個人懇求他説：“請你過到馬其頓來幫助我們。”（16:9）路加與保羅會合，他們一起乘船來到馬其頓的首府腓立比。保羅和西拉在那裏因替使女趕鬼被人投入獄中。結果，在獄中地大震動得了釋放，獄卒因而歸信而受了洗。他們獲釋之後前往帖撒羅尼迦去。當地的猶太人滿心嫉妒，挑唆民衆抵擋他們。於是当地基督徒乘夜把保羅和西拉送往庇哩亞去。那裏的猶太人頭腦開明，熱切接受主的道，天天考查聖經，為要證實所獲知的。由於會衆成立不久，保羅便將西拉和提摩太留在庇哩亞，像先前把路加留在腓立比一樣，自己則繼續向南行，到雅典去。
在這個布滿偶像的城市裏，高傲的伊壁鳩魯派和斯多亞派哲學家嗤笑保羅“拾人牙慧”，是個“宣揚外地鬼神的人”。他們將保羅帶到亞略巴古（戰神山）去。保羅發表了一個精彩有力的演説，勸人要尋求真實的上帝，就是“天地的主”。他指出上帝應許藉着他使之復活的大能者施行公義的審判。保羅提及復活一事使聽衆的意見發生分歧，但有些人卻成為信徒。
跟着在哥林多，保羅與亞居拉和百基拉同住，一起從事製帳篷的工作。保羅遭受反對，被迫遷出犹太會堂，於是改在會堂隔鄰提多·猶士都的家裏舉行聚會。管會堂的基利司布亦成為信徒。保羅在哥林多逗留了18個月之後，就與亞居拉和百基拉一起往以弗所去。但他把他們留在那裏，自己則前往叙利亞的安提阿去，就此結束了他的第二次海外傳道旅行。

### 保羅在第三次傳道旅行中再次探訪各群會衆
（覆盖《使徒行傳》第18章第23节参至《使徒行傳》第21章第26节参）在保羅離開後，有一個有學問的的猶太人亞波羅，由埃及行省的亞歷山大來到以弗所，在會堂裏放膽傳講道。百基拉、亞居拉看見，就接待亞波羅，將神的道給他講解更加明白。
在此之後，亞波羅便往哥林多去。當時保羅正在作第三次傳道旅行，過了相當時間之後來到以弗所。他獲悉當地信徒所受的乃是約翰的浸禮，便向他們解釋耶穌的浸禮。接着，他為12個人施浸，並按手在他們頭上，他們便接獲聖靈。
保羅逗留在以弗所的三年期間，“主的道大有能力的興旺起來，而且得勝。” 許多人不再崇拜該城的守護女神亞底米。（19:20）製造銀龕的工匠眼見可能生意盡失，不禁怒氣填胸，於是在城中引發一場暴動。經過數小時的安撫，民衆才肯散去。之後不久，保羅離開該城前往馬其頓和希臘，並在沿途探訪各地的信徒。
保羅在希臘逗留了三個月，然後取道馬其頓回去，路加在該地與他會合。他們過到特羅亞，保羅在那裏談話直到深夜。一個少年睡着了，由三樓的窗台墮下，扶起他來時已經死了，但保羅隨即使他復活過來。次日，保羅和同伴起程向耶路撒冷進發，途中在米利都稍停與以弗所的長老會晤。他告訴長老們不久他們便不得再見他的面了。既然，“聖靈立他們作全群的監督”，他們多麽急需負起領導和牧養上帝羊群的責任！他追述他以往在他們當中時所立的榜樣，且勸戒他們要保持警醒，盡心竭力獻出自己為弟兄服務。雖然保羅曾受到警告不要上耶路撒冷去，他卻不願回頭。他的同伴們只好説：“願主的旨意成就。”（21:14）到了耶路撒冷，保羅向雅各和衆長老述説上帝怎樣祝福他在列國中所從事的服事職務，他們聽見都大為喜樂。

### 保羅被捕和受審
（覆盖《使徒行傳》第21章第27节参至《使徒行傳》第26章第32节参）保羅在耶路撒冷的聖殿出現時受到敵意的接待。來自亞細亞的猶太人挑唆全城的人起來反對保羅。幸好羅馬士兵及時將他搶救出來。
究竟什麼促成了這場骚乱，保羅是什麼人以及他犯了什麼罪，千夫長（羅馬軍隊司令）對此大惑不解，希望獲知真相。由於保羅是個羅馬公民，他得以免受鞭打。後來，他被帶到猶太公會面前，在場的有法利賽人和撒都該人。有見及此，保羅遂提出復活的問題，使他們互相對立。爭論變得愈來愈激烈，以至羅馬士兵不得不把保羅從公會搶救出來，否則他便會被撕碎了。到了晚上，千夫長把保羅在重兵護送之下暗暗押送到凱撒利亞的羅馬駐猶太行省總督腓力斯那裏去。
保羅既被控以叛亂的罪名，遂在腓力斯面前有力地為自己申辯。可是腓力斯蓄意拖延，希望保羅為求獲釋而向他行賄。兩年之後，波求·非斯都接替腓力斯作總督，他下令將案件重審。控方再次提出嚴重的指控，保羅亦再次宣告自己的無辜。可是，為了討好猶太人，非斯都建議在耶路撒冷舉行進一步的審訊。因此保羅宣告説：“我要上告於凱撒。”（25:11）又過了些日子，末任希律王──希律亞基帕二世來訪非斯都，於是保羅再次被帶到庭上。保羅的自白如此有力和令人信服，亞基帕不禁對他説：“你這樣勸我，幾乎叫我作基督徒了！” 同樣，亞基帕也看出保羅其實是無辜的；保羅若非已上訴於凱撒（尼祿·凱撒），就可以獲釋了。

### 保羅前往羅馬
（覆盖《使徒行傳》第27章第1节参至《使徒行傳》第28章第31节参）保羅和别的囚犯一起被解上船，開始前往羅馬的行程。在逆風之下，船駛得很慢。他們在每拉港換了船。來到克里特的佳澳，保羅建議在那裏過冬，可是大多數人都主張繼續上路。他們一駛出大海，颶風便將船攫住，迫使船隨着風向飄流。過了兩星期，船終於在馬耳他的岸邊撞上淺灘毁壞了。結果正如保羅先前所説，船上276人全部生還！馬耳他的居民非常友善。在過冬的期間，保羅憑着上帝聖靈的大能醫好了許多人。
次年春天，保羅抵達羅馬，那裏的弟兄出來，在路上迎接他。保羅見了他們，“就感謝上帝，放心壯膽”。雖然保羅仍是囚犯，他卻獲准住在自己所租的房子裏，有士兵看守。在這本書的末了，路加描述保羅對一切來見他的人都仁慈接待，並“放膽傳講上帝國的道，將主耶穌基督的事教導人，並沒有人禁止”。

## 基督新教觀點
使徒行传是希腊语圣经中记述历史比较祥实的一部分，也是在主后基督教发展的简略历史。从中不但可以让人看到公元一世纪的基督徒怎样组织，怎样解决问题，怎样处理多民族问题，而且可以看到使徒时代他们对基督教发展做出的重大贡献。

### 希伯来圣经的真确性
使徒行傳與福音書的記載一同證實了《希伯來聖經》的真確性，表明這些經典是上帝所感示的。在五旬節之前不久，彼得指出“聖靈藉着大衛的口預言⋯⋯猶大的事”都應驗了。在五旬節，彼得向驚訝的群衆指出，他們其實正目擊預言的應驗：“這正是先知約珥所説的。”
- 為了説服聖殿外的另一群民衆，彼得再次引證希伯來文聖經。他首先引用摩西的話，然後説：“從撒母耳以來的衆先知，凡説預言的，也都説到這些日子。”後來在猶太公會面前，彼得引述詩篇118篇22节，表明基督是他們所摒棄的石頭，但卻成了“房角的頭塊石頭”。[33]
- 腓利向衣索比亞的太監解釋以賽亞書53章7-8节的預言已怎樣獲得應驗。受到啟迪之後，太監謙卑地請求受浸。[34]
- 類似地，彼得向哥尼流談及耶穌時作證説：“衆先知也為他作見證。”（10:43）
- 討論割禮問題時，雅各引證聖經去支持所作的決定，説：“衆先知的話也與這意思相合，正如經上所寫的。”（15:15-18）
- 使徒保羅也依仗同一的權威。[35]既然衆門徒和聽道的人都敏於接納希伯來文聖經是上帝的話語，由此可見师徒们都认为這些經文是上帝所感示和認可的。

### 早期基督教会的形成
使徒行傳最有益的地方在於報導基督徒會衆的成立，以及它怎樣在聖靈的力量推動之下不斷擴展。在這項記載裏，自始至終均見到上帝大大祝福傳道工作的擴展，也見到早期基督徒的勇氣和喜樂，以及他們在面對逼迫時不屈不撓的精神。他們甘願為人服務，例如保羅就是個最好的榜樣：他敏於響應往海外服務的呼召，毅然前往馬其頓。今日的基督徒會衆应当並無二致，同心協力地在聖靈的指引下傳講“上帝的大作為”。

### 基督徒的职责
使徒行傳表明基督徒應該怎樣執行傳講上帝王國的工作。保羅本人便是個典範，他説：“凡對你們有益的事，我從沒有退縮不將其中一件告訴你們，也從未停止過公開和逐户地教導你們。”然後他接着説：“我作了徹底的見證。”在整本書裏，“徹底的見證”這句話引起了我們的注意，特别在書中的最後幾段更為突出。儘管身陷囹圄，保羅仍然鞠躬盡瘁致力於傳道和教人的工作，以下的話足以證明這點：“他從早到晚向他們講解，為上帝的王國作徹底的見證，引用摩西律法和衆預言者論及耶穌的話力勸他們。”願我們都在與王國有關的活動上專心致志！

### 监督的责任
保羅對以弗所的監督們所作的演講對今日的監督也含有很多切合實際的勸告。既然監督是聖靈所任命的，他們就當“為自己謹慎，也為全群謹慎”，仁愛地牧養羊群，保護他們免受兇暴的豺狼所吞噬。這項責任至為重要，也絕不容易！監督必須保持警醒，以上帝恩典的話語强化自己。當他們努力扶助軟弱的人之際，他們“當記念主耶穌的話，説：‘施比受更為有福。’”

### 圣经原则
保羅的其他演講也同樣清楚有力地闡明聖經的原則。例如，他在亞略·巴古向斯多亞派和伊壁鳩魯派的智士們所作的演説提出了堪作典範的論據。他首先引述壇上所刻的「給未識之神」等字樣，並以此作為理由，向人解釋獨一的真神乃是天地的主，他從一本造出萬族的人，而且“其實離我們各人不遠”。接着他引用他們詩人的話，“我們也是他所生的，”藉此表明相信人從沒有氣息的金、銀、木、石等偶像而來是多麽荒誕可笑。這樣，保羅遂以機巧的方式確立了永活上帝的至高統治權。他惟獨在結論中才引入復活的問題，但甚至在此他也沒有提及基督的名字。他清楚闡明獨一的真神的至高統治權，結果使有些人成為信徒。

### 研读整本圣经
使徒行傳一書鼓勵人不斷勤懇地研讀整本聖經。保羅首次在庇哩亞傳道時，當地的猶太人“熱切接受主的道，天天考查聖經，要知道所聽的是否與聖經相符”，他們因此被譽為“開明”的人。藉着這樣的研讀，人得以對上帝的原則獲致清晰的了解。這些原則之一載於使徒行傳15章29節，由耶路撒冷的使徒和長老們所構成的治理機構在此作出聲明，表示屬靈的以色列無須受割禮，但卻必須禁戒偶像崇拜、血和姦淫。
早期的門徒認真研讀上帝所感示的聖經，按照需要隨時加以引用和應用。他們受到確切的知識和上帝的靈所强化，雖受猛烈逼迫亦不為所動。彼得和約翰為所有忠信的基督徒立下榜樣，他們勇敢地告訴反對他們的統治者説：“聽從你們，不聽從上帝，這在上帝面前合理不合理，你們自己酌量吧！我們所看見所聽見的，不能不説。”猶太公會曾“明令”他們不可再奉耶穌的名教訓人；當他們再次被帶到公會面前時，他們卻毫不含糊地説：“服從上帝過於服從人，是應當的。”這項勇敢無畏的聲明不僅對掌權者作了一個有力的見證，並且促使著名的律法師迦瑪列挺身發表人所熟知的聲明以維護崇拜自由，結果使徒亦因此獲得釋放。

### 上帝的旨意体现其中
耶和華對祂的王國所定的旨意穿插在整本聖經裏，在使徒行傳一書中特别明顯。這本書一開頭就描述耶穌在升天之前的40天期間向人“講説上帝國的事”。在回答門徒有關王國復興的詢問時，耶穌向他們指出他們必須為他作見證，直到地極。從耶路撒冷開始，門徒放膽傳講上帝的王國。逼迫使司提反被人用石頭打死，許多門徒亦被迫分散到新的地區去。記載透露腓利在撒馬利亞宣講耶稣基督救恩的福音，成效十分卓著。保羅和他的同伴則在亞細亞、哥林多、以弗所和羅馬傳揚耶稣基督。所有這些早期基督徒均立下了極佳的榜樣，自始至終全心信賴耶和華和他那予人力量的聖靈。既看見他們那種百折不回的熱心和勇氣，並且留意到主怎樣大大祝福他們的努力。

### 阅读圣经
- 使徒行傳〔B 2369 5〕 （页面存档备份，存于）
- 使徒行传〔GB〕 （页面存档备份，存于）
- 使徒行傳〔LSM〕 （页面存档备份，存于）（召会恢复本）